# Mistrovství Evropy v judu 2016 – muži – těžká váha (+100 kg)
Zápasy v judu na mistrovství Evropy v kategorii těžkých vah mužů proběhly v Kazani, 23. dubna 2016.

## Finále
| finále      |             |
| ----------- | ----------- |
| Teddy Riner | Teddy Riner |
| Ori Sason   | Teddy Riner |

## Opravy / O bronz
Poražení čtvrtfinalisté se utkávají mezi sebou v opravách. Vítězové oprav následně vyzvou poražené semifinalisty v boji o bronzovou medaili.
| opravy               | o bronz              |                   |
| -------------------- | -------------------- | ----------------- |
| André Breitbarth     | Oleksandr Hordijenko | Daniel Natea      |
| Oleksandr Hordijenko | Oleksandr Hordijenko | Daniel Natea      |
|                      | Daniel Natea         | Daniel Natea      |
| Barna Bor            | Barna Bor            | Levan Matyjašvili |
| Juhan Mettis         | Barna Bor            | Levan Matyjašvili |
|                      | Levan Matyjašvili    | Levan Matyjašvili |

## Pavouk
|   | 1/32                 | 1/16                 | čtvrtfinále          | semifinále        | finále      |
| - | -------------------- | -------------------- | -------------------- | ----------------- | ----------- |
| A | volný los            | Teddy Riner          | Teddy Riner          | Teddy Riner       | Teddy Riner |
| A | volný los            | Teddy Riner          | Teddy Riner          | Teddy Riner       | Teddy Riner |
| A | Alexandr Vachovjak   | Alexandr Vachovjak   | Teddy Riner          | Teddy Riner       | Teddy Riner |
| A | Benjamin Harmegnies  | Alexandr Vachovjak   | Teddy Riner          | Teddy Riner       | Teddy Riner |
| A | volný los            | André Breitbarth     | André Breitbarth     | Teddy Riner       | Teddy Riner |
| A | volný los            | André Breitbarth     | André Breitbarth     | Teddy Riner       | Teddy Riner |
| A | Thormodur Jonsson    | Michal Horák         | André Breitbarth     | Teddy Riner       | Teddy Riner |
| A | Michal Horák         | Michal Horák         | André Breitbarth     | Teddy Riner       | Teddy Riner |
| B | volný los            | Adam Okruašvili      | Oleksandr Hordijenko | Levan Matyjašvili | Teddy Riner |
| B | volný los            | Adam Okruašvili      | Oleksandr Hordijenko | Levan Matyjašvili | Teddy Riner |
| B | Andrej Volkov        | Oleksandr Hordijenko | Oleksandr Hordijenko | Levan Matyjašvili | Teddy Riner |
| B | Oleksandr Hordijenko | Oleksandr Hordijenko | Oleksandr Hordijenko | Levan Matyjašvili | Teddy Riner |
| B | volný los            | Levan Matyjašvili    | Levan Matyjašvili    | Levan Matyjašvili | Teddy Riner |
| B | volný los            | Levan Matyjašvili    | Levan Matyjašvili    | Levan Matyjašvili | Teddy Riner |
| B | Harun Sadiković      | Žarko Ćulum          | Levan Matyjašvili    | Levan Matyjašvili | Teddy Riner |
| B | Žarko Ćulum          | Žarko Ćulum          | Levan Matyjašvili    | Levan Matyjašvili | Teddy Riner |
| C | volný los            | Barna Bor            | Barna Bor            | Daniel Natea      | Ori Sason   |
| C | volný los            | Barna Bor            | Barna Bor            | Daniel Natea      | Ori Sason   |
| C | Maciej Sarnacki      | Maciej Sarnacki      | Barna Bor            | Daniel Natea      | Ori Sason   |
| C | Stanislav Bondarenko | Maciej Sarnacki      | Barna Bor            | Daniel Natea      | Ori Sason   |
| C | volný los            | Daniel Natea         | Daniel Natea         | Daniel Natea      | Ori Sason   |
| C | volný los            | Daniel Natea         | Daniel Natea         | Daniel Natea      | Ori Sason   |
| C | Dimitris Cumitas     | Daniel Allerstorfer  | Daniel Natea         | Daniel Natea      | Ori Sason   |
| C | Daniel Allerstorfer  | Daniel Allerstorfer  | Daniel Natea         | Daniel Natea      | Ori Sason   |
| D | volný los            | Roy Meyer            | Juhan Mettis         | Ori Sason         | Ori Sason   |
| D | volný los            | Roy Meyer            | Juhan Mettis         | Ori Sason         | Ori Sason   |
| D | Sven Heinle          | Juhan Mettis         | Juhan Mettis         | Ori Sason         | Ori Sason   |
| D | Juhan Mettis         | Juhan Mettis         | Juhan Mettis         | Ori Sason         | Ori Sason   |
| D | volný los            | Ori Sason            | Ori Sason            | Ori Sason         | Ori Sason   |
| D | volný los            | Ori Sason            | Ori Sason            | Ori Sason         | Ori Sason   |
| D | Ušangi Kokauri       | Ušangi Kokauri       | Ori Sason            | Ori Sason         | Ori Sason   |
| D | Marius Paškevičius   | Ušangi Kokauri       | Ori Sason            | Ori Sason         | Ori Sason   |